# Tâțârligu, Buzău
Tâțârligu este un sat în comuna Berca din județul Buzău, Muntenia, România.